# Miguel Ángel Cadenas Cardo
Miguel Ángel Cadenas Cardo, OSA (Laguna de Negrillos, 21 de outubro de 1965) é prelado espanhol da Igreja Católica Romana. Serve atualmente como vigário apostólico de Iquitos, no Peru.

## Biografia
Nasceu em Laguna de Negrillos, Espanha. Em 1976, entrou para o Colégio Menor dos Padres Agostinianos em Valencia de Don Juan e, em 1984, iniciou seu noviciado no Real Colégio dos Padres Agostinianos Filipinos. Estudou filosofia e teologia no Estúdio Teológico Agostiniano de Valladolid. Fez seus votos solenes em 5 de maio de 1991 e foi ordenado sacerdote em 27 de novembro de 1993, no Santuário de Nossa Senhora do Castelo em Valencia de Don Juan.
Desde sua ordenação presbiteral, exerceu os seguintes cargos: vigário paroquial em Móstoles, Espanha (1993-1994); vigário paroquial em Iquitos (1994-1996); pároco de Santa Rita de Castilla (1996-2001); formador no Seminário Agostiniano de Trujillo (2002-2003); pároco de São Filipe e São Tiago em Nauta (2003-2013); pároco novamente em Santa Rita de Castilla (2013-2014); e, desde 2015, da Imaculada Conceição em Iquitos.
Em julho de 2018, assumiu o ofício de superior do Vicariato Agostiniano de Iquitos e, posteriormente, foi designado coordenador do projeto de fusão das três províncias agostinianas do Peru.
O Papa Francisco nomeou-o vigário apostólico de Iquitos em 15 de maio de 2021. Sua ordenação episcopal aconteceu em 18 de julho seguinte, no Colégio San Agustín, em Iquitos, tendo como oficiante Dom Frei Julián García Centeno, OSA, vigário apostólico emérito, auxiliado por Dom Frei Robert Francis Prevost, bispo de Chiclayo, OSA, e Dom Augusto Martín Quijano Rodríguez, SDB, vigário apostólico de Pucallpa. Iquitos estava vacante desde a morte repentina de Dom Frei Miguel Olaortúa Laspra, OSA, em 2019, e estava até então aos cuidados do Frei Miguel Fuertes Prieto, OSA.